# Rage-baiting
Dans le jargon Internet, l'incitation à la colère, fréquemment désignée sous le vocable anglais de rage-baiting (ou parfois rage-farming), est une tactique de manipulation visant à susciter l'indignation dans le but d'augmenter le trafic Internet, l'engagement en ligne, et les soutiens à un site donné, ; ce qui lui permet d'augmenter l'engagement et d'attirer des abonnés, ce qui peut être financièrement lucratif. Le rage-baiting manipule les utilisateurs afin de provoquer chez eux des réactions négatives face à des titres, des mèmes, des tropes ou des commentaires offensants et incendiaires,,,.
Le rage-farming, qui a été conceptualisé depuis au moins janvier 2022, est une ramification du rage-baiting où l'indignation de la personne provoquée est cultivée ou manipulée pour amplifier le message du créateur de contenu original,,. Il a également été utilisé comme tactique politique aux dépens de l’adversaire.
Le politologue Jared Wesley de l'Université d'Alberta a déclaré en 2022 que le recours à la tactique de la rage farming était en hausse, les personnalités politiques de droite employant cette technique pour « promouvoir des théories du complot et de la désinformation ». À mesure que les politiciens intensifient leur emploi du rage farming contre leurs adversaires politiques et idéologiques, ils attirent davantage d'adeptes en ligne, dont certains peuvent se livrer à des violences hors ligne, notamment des violences verbales et des actes d'intimidation. Wesley décrit comment ceux qui se livrent à la rage farming combinent des demi-vérités avec des « mensonges flagrants ».
Le concept plus large de publication de contenu généralement provocateur pour encourager l'interaction des utilisateurs est connu sous le nom d'engagement farming.

## Hot takes
Dans le journalisme, un hot take (en) (« prise de position brûlante ») est un « commentaire délibérément provocateur qui repose presque entièrement sur une moralisation superficielle » en réponse à un reportage, « généralement écrit dans des délais serrés avec peu de recherche et encore moins de réflexion ». Les hot takes sont souvent associées aux réseaux sociaux, où ils peuvent être facilement partagés et commentés par les lecteurs, un environnement lucratif pour les éditeurs qui encouragent cet environnement décrit comme « un trou noir d'où aucune attention ne peut échapper ». La prévalence des hot takes sur les réseaux sociaux a également contribué à ce que le terme prenne le sens plus large d'une opinion impopulaire ou controversée, qui suscite une réaction viscérale. 